# Karar Rahman
Karar Rahman (bengalisch কারার রহমান; * 17. Januar 1975) ist ein ehemaliger bangladeschischer Schwimmer.
Er trat bei den Olympischen Sommerspielen 1996 in Atlanta im Wettbewerb über 100 m Brust an. Dabei kam er in den Vorläufen auf Platz 44.